# 薩克峰
46°26′23.7″N 7°45′57.1″E / 46.439917°N 7.765861°E

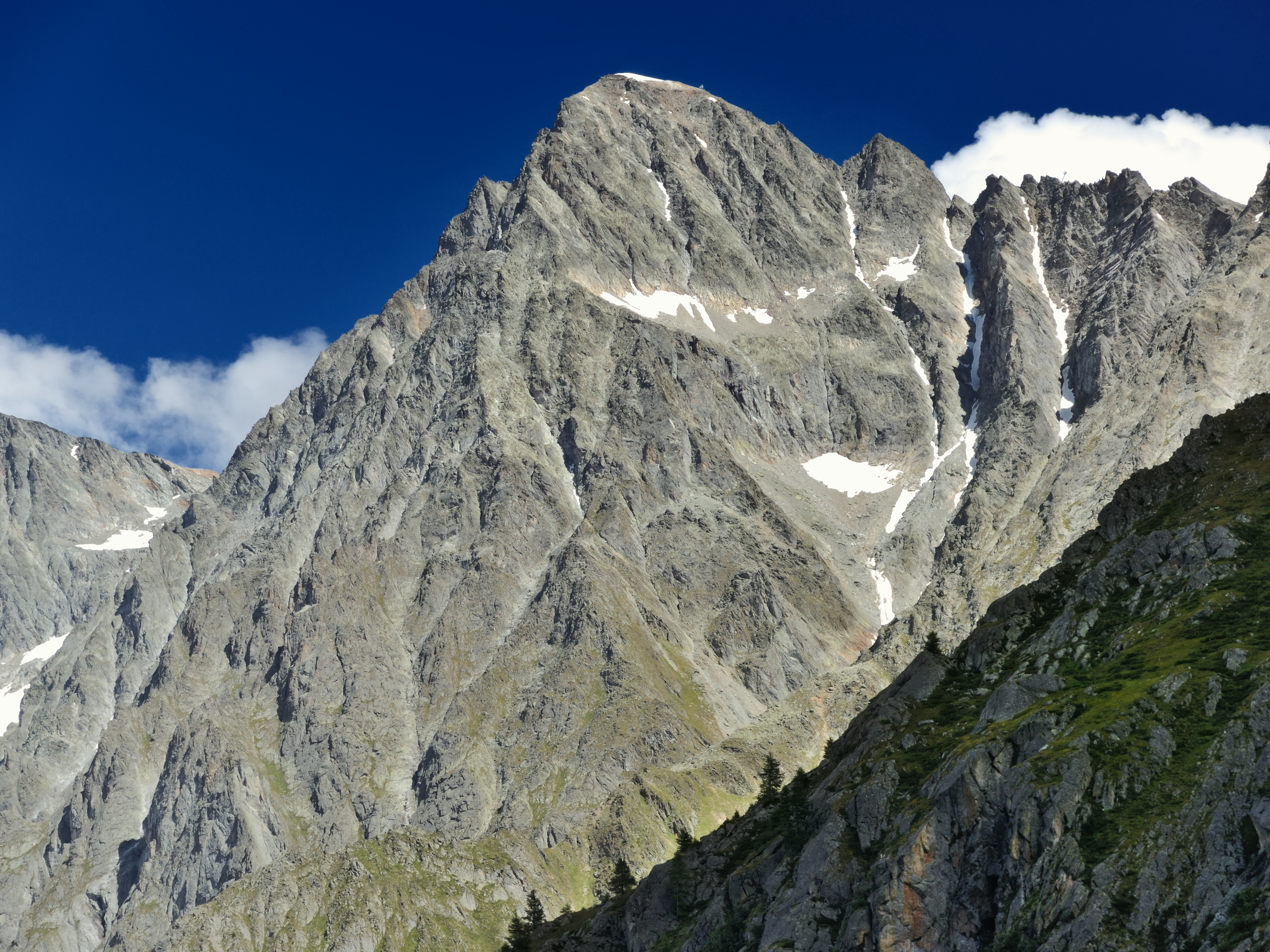

薩克峰（德語：Sackhorn）是瑞士伯恩州和瓦萊州的山峰，位於該國南部，屬於伯尔尼山的一部分，海拔高度3,204米，每年平均降雨量1,585毫米。

## 外部連結
- Sackhorn on Hikr （页面存档备份，存于）